# Walter Smith (homme politique)
Walter Robert Smith (7 mai 1872 - 25 février 1942)  est un député travailliste. Il est un responsable de l' Union nationale des ouvriers de la botte et de la chaussure .

## Début de carrière
Smith est président de la Norwich Union of Clickers and Roughstuff Cutters en 1893, et lorsque cette organisation fusionne avec la National Union of Boot and Shoe Operatives en 1894, Smith devient président à temps partiel de la branche de Norwich, poste qu'il occupe jusqu'à son élection comme responsable national en 1916. Il est membre du conseil municipal de Norwich et président d'honneur du Syndicat national des travailleurs agricoles de 1911 à 1923. Il est également président du Norwich Trades Council de 1904 à 1917, et le premier président de l'International Landworkers' Federation .

## Carrière politique
Smith est le premier député travailliste pour Wellingborough. Il représente la circonscription de 1918 à 1922. Il représente sa ville natale de Norwich entre 1923 et 1924, et à nouveau de 1929 à 1931. En 1924, il est secrétaire parlementaire du Conseil de l'agriculture et des pêches du premier ministère MacDonald. L'année suivante, il remplace John Stirling-Maxwell comme membre de la Commission des forêts . Dans le second ministère MacDonald, Smith est secrétaire parlementaire du Board of Trade (1929-1931). Il est président du Parti travailliste en 1934, et l'année suivante, il est nommé membre du nouveau Conseil de l'industrie du hareng .